# Barpa Langass
Barpa Langass (aussi appelé Langass Barp ou Langash Barp) est un cairn contenant une chambre funéraire, situé sur l'île de North Uist dans les Hébrides extérieures.

## Histoire
L'édifice date du Néolithique. Des travaux d'excavation menés en 1911 par l'antiquaire Erskine Beveridge autour et dans le cairn ont révélé des traces de sépultures brûlées, des morceaux de poterie, des cendres de bois, des os brulés, une pointe de flèche en silex, un grattoir, ainsi qu'une pièce de talc percée. Ces travaux laissent également penser que le cairn contient une seconde chambre, voire une troisième.

## Architecture

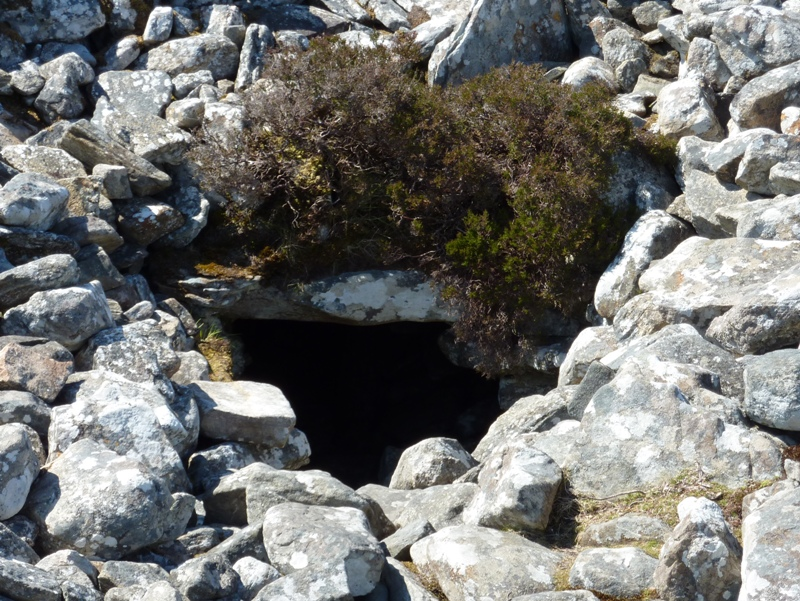
Entrée vers la chambre funéraire.

La structure mesure environ 22 mètres de large et 5,5 mètres de haut. Le toit est composé de deux dalles massives surmontées par une troisième. L'entrée de la chambre funéraire se situe à l'est. Bien que la structure se soit partiellement effondrée, il est toujours possible d'entrer dans une chambre. Le risque d'effondrement impose cependant une interdiction d'accès.

## Localisation
Barpa Langass est situé à proximité de la route A867 à environ 8 kilomètres au sud de Lochmaddy. Le site est accessible depuis un parking situé le long de la route, ou depuis le Barpas Lodge Hotel en continuant sur le sentier qui mène au cercle de pierres de Pobull Fhinn. 